# Peter Frenkel
Peter Frenkel (Eckartsberga, 13 de maio de 1939) é um ex-atleta da Alemanha Oriental. Campeão olímpico da marcha atlética em Munique 1972 e duas vezes recordista mundial da marcha de 20 km, foi um dos melhores marchadores do mundo nos anos 70.
Frenkel estreou em Jogos Olímpicos na Cidade do México em 1968, onde terminou em 10º lugar, com o tempo de 1h 37m 21s. Três anos depois, no Campeonato Europeu de Atletismo de 1971, em Helsinque, ficou em quarto na prova, com 1h 27 m 52s.
Usando uma câmera de descompressão durante seus treinamentos para os Jogos de Munique, simulando os efeitos da altitude, já sendo recordista mundial da prova por duas vezes - a primeira em 1970, a segunda em 1972, 1h 25m 19s - Frenkel conquistou a medalha de ouro na prova olímpica, com o tempo de 1h 26m 43s. Nos Jogos de Montreal 1976, ele teve nova participação, conseguindo uma medalha de bronze.
Frenkel serviu o Exército da Alemanha Oriental durante sua carreira de atleta, chegando à patente de major. Depois de encerrar a carreira no atletismo, tornou-se um fotógrafo famoso na Alemanha Oriental e em 1990 passou a fazer parte do Comitê Olímpico Nacional da Alemanha.